# أستريكس

قبعة من بلاد الغال، شبيهة من التي يستخدمها أستريكس

مغامرات أستريكس (بالفرنسية: Astérixأو Astérix le Gaulois) والتي تُنشر بالعربية تحت اسم «أستريكس بطل الأبطال» هي سلسلة من الكتب المصورة الفرنسية للكاتب  رينيه جوسيني ورسومات ألبير أوديرزو (الذي قام أيضا بتولى منصب كتابة السلسلة بعد وفاة جوسيني عام 1977). ظهرت السلسلة للمرة الأولى باللغة الفرنسية في مجلة بايلوت في 29 أكتوبر 1959. بحلول عام 2009م، تم نشر 34 كتاب من الكتب المصورة لهذه السلسلة.
تتتبع السلسلة مآثر قرية من بلاد الغال القديمة حيث تقاوم الاحتلال الروماني. وكانوا يفعلون ذلك باستعمال جرعة مشروب سحري يعده ساحر القرية يمنحهم قوة خارقة. قام بطل الرواية، أستريكس، مع صديقه أوبليكس بمغامرات مختلفة. في كثير من الحالات، كان هذا يؤدي بهم للسفر إلى أماكن مختلفة حول العالم، على الرغم من أن الكتب الأخرى تسرد الأحداث في قريتهم. لجزء كبير من تاريخ هذه السلسلة (4 مجلدات من خلال 29)، تم سرد الأحداث في بلاد الغال بالتناوب مع الخارج، حيث تم سرد عدد زوجي من المجلدات في الخارج وسرد عدد الفردي منها في بلاد الغال، ومعظمهم في القرية.
سلسلة أستريكس هي واحدة من أشهر الأعمال الفرنسية البلجيكية في العالم، مع ترجمة السلسلة لأكثر من 100 لغة، وشهرتها في أغلب الدول الأوربية. أستريكس أقل شهرة في الولايات المتحدة واليابان.
أدى نجاح السلسلة إلى تحويل عدة كتب منها إلى 11 فيلما، ثمانية من الرسوم المتحركة، وثلاثة أفلام حقيقية.. كانت هناك أيضا عدد من الألعاب مقتبسة عن الشخصيات، ومتنزه بالقرب من باريس، بارك أستريكس، حول موضوع السلسلة. حتى الآن، 325 مليون نسخة من كتب أستريكس ال 34 قد تم بيعها في جميع أنحاء العالم، مما جعل المبدعين رينيه جوسيني والبرت أديرزو الكتاب الفرنسي الأفضل مبيعا في الخارج.

## التاريخ
قبل إصدار سلسلة أستريكس، جوسيني وأديرزو كانا قد حققا نجاحا مع سلسلة Oumpah-pah والتي نشرت في مجلة تان تان.
تم نشر أستريكس في الأصل على شكل حلقات في مجلة بايلوت، في العدد الأول الذي نشر لأول مرة يوم 29 أكتوبر عام 1959م. في عام 1961م تم إصدار أول كتاب بعنوان أستريكس الفرنسي. من ذلك الحين، تم إصدار الكتب سنويا.
الرسوم الأولية لأديرزو صورت أستريكس ضخم وقوي كصفات المحارب الغالي التقليدية. ولكن كان لجوسيني صورة مختلفة في ذهنه. فقد تصور أستريكس كداهية ومحارب صغير الحجم يفضل المعرفة على القوة. ولكن، رأى أديرزو أن بطل صغير الحجم في حاجة إلى شخصية قوية لكن غامضة وهو ما وافق عليه جوسيني. وبالتالي، تم خلق شخصية أوبليكس.
عندما توفي جوسيني، أكمل أديرزو السلسلة وحده. أنشأ أديرزو شركته الخاصة للنشر، والتي نشرت كل الألبومات التي رسمها وكتبها أديرزو وحده منذ ذلك الحين. كانت الشركة مملوكة من قبل ألبرت أديرزو وابنته سيلفي (80 ٪) وعائلة جوسيني (20٪). ومع ذلك حافظ Dargaud، الناشر الأول لهذه السلسلة على حقوق نشر الألبومات 24 الأولى التي قدمها كل من أديرزو وجوسيني. في عام 1990، قررت عائلتا أديرزو وجوسيني مقاضاة Dargaud للحصول على حقوق النشر. في عام 1998 فقد Dargaud الحق في نشر وبيع الألبومات بعد فترة طويلة من النزاع القانوني. قرر أديرزو شراء هذه الحقوق لهاشيت بدلا من البرت رينيه، ولكن حقوق نشر الألبومات الجديدة مازالت ملكاً لألبرت أديرزو (40 ٪)، وسيلفي أديرزو (20 ٪) وآن جوسيني (40 ٪).
على الرغم من أن أديرزو أعلن أنه لا يريد أي شخص مواصلة السلسلة بعد وفاته مثلما إشترط هيرجيه فيما يتعلق بسلسلته مغامرات تان تان، تغيير موقفه، وفي شهر ديسمبر 2008، باع حصته لهاشيت، والذي استولى على الشركة والآن يملك حقوقها. وقد أثار هذا الموضوع خلاف عائلي. في رسالة نشرت في صحيفة لوموند الفرنسية، هاجمت سيلفي ابنة أديرزو قرار والدها ببيع شركة الأسرة للنشر وحقوق إنتاج مغامرات أستيريكس الجديدة بعد وفاته. لقد ذكر أنها قالت أن من ساعدوا في إنتاج أستريكس «بطل الكتب المصورة الفرنسي، قد خانوا المحارب الغالي من أجل الرومان المعاصرين -- رجال الصناعة والمال». وافقت آن جوسيني أيضا على استمرار هذه السلسلة. وباعت حقوقها في نفس الوقت. بعد بضعة أشهر، قام أديرزو بتعيين ثلاثة رسامين، كانوا مساعديه لسنوات طويلة، لمواصلة هذه السلسلة.

## قائمة عناوين
الأرقام 1 - 24، 32 و34 هي من أعمال كل من جوسيني وأديرزو. الأرقام 25 - 31 و33 هي وحدها عمل أديرزو. السنوات المذكورة هي لإصداراتهم الأولى.
| 1. أستريكس الغالي (1959) 2. أستريكس والمنجل الذهبي (1960) 3. أستريكس والقوط (1961-62) 4. أستريكس والمصارع (1962) 5. أستريكس والوليمة (1963) 6. أستريكس وكليوباترا (1963) 7. أستريكس والشجار الكبير (1964) 8. أستريكس في بريطانيا (1965) 9. أستريكس والنورمان (1966) 10. أستريكس والفيلقي (1966) 11. أستريكس والزعيم شيلد (1967) 12.) أستريكس في الألعاب الأولمبية (1968) 13. أستريكس والقدر المعدنية (1968) (14) أستريكس في إسبانيا (1969) 15. أستريكس والوكيل الروماني (1970) 16. أستريكس في سويسرا (1970) 17. قصور الآلهة (1971) 18. أستريكس واكليل الغار (1971) | 19. أستريكس والعراف (1972) 20. أستريكس في كورسيكا (1973) 21. أستريكس وهدية القيصر (1974) 22. أستريكس والعبور العظيم (1975) (غير قانوني) أستريكس يفتح روما (1976) 23. أوبليكس وشركائه) 1976 24. أستريكس في بلجيكا (1979) 25. أستريكس والانقسام الكبير (1980) 26. أستريكس والذهب الأسود (1981) 27. أستريكس والابن (1983) 28. أستريكس والسجاد العجيب (1987) (غير قانوني) كيف وقع أوبليكس في السحر وعندما كان طفلا صغيرا (1989) 29. أستريكس والسلاح السري (1991) 30. أستريكس وأوبليكس جميعا في البحر (1996) 31. أستريكس والممثلة (2001) 32. أستريكس وقانون الدرجة الاولى (2003) 33. أستريكس والسماء الساقطة (2005) 34. عيد ميلاد أستريكس و أوبليكس: الكتاب الذهبي (2009) |

أستريكس يفتح روما هو الكتاب المصور المأخوذ عن فيلم الرسوم المتحركة المهام الاثنا عشر لأستريكس. تم اصداره في عام 1976، مما جعله من الناحية الفنية الكتاب الثالث والعشرين من كتب أستريكس التي تم نشرها. ولكن نادرا ما تم طباعته، ولم يتم اعتباره كجزء من السلسلة. الترجمة الإنجليزية الوحيدة التي تم نشرها كانت في الحفل السنوي لأستريكس عام 1980.
أصدر البرت رينيه كتاب إشادة بعنوان أستريكس والأصدقاء في عام 2007، ويتكون الكتاب من 60 صفحة تحتوي على قصص قصيرة مختلفة (من واحد إلى أربعة أقسام). كان تكريما لألبرت أديرزو بمناسبة عيد ميلاده الثمانين من قبل 34 فنان كاريكاتير أوروبي مشهور. تم ترجمة الكتاب إلى تسع لغات، ولكن لم يتم ترجمتها للإنجليزية بعد.

## الترجمة العربية
تمت أول ترجمة عربية لقصص أستريكس في مجلة بساط الريح اللبنانية أواخر السبعينات في طبعتها الرابعة، على غرار سلسلة جوسيني السابقة أومبا التي قدمت بالعربية في الطبعة الأولى لبساط الريح، والقصص التي ترجمت هي:
القائمة ناقصة
حصلت مجلة باسم على حقوق نشر بعض قصص أستريكس في مطلع الألفية: (التواريخ والأعداد؟)
- 1: أستريكس الغاليسي
- 2: المنجل الذهبي
- 9: أستريكس والنورمندييون

نشرت مجلة «ماجد» (ليست مجلة ماجد الإماراتية) وهي مجلة قصيرة العمر كانت تعنى بنشر المانجا والكومكس المتعلق بالرياضة من إنتاج «يونج فيوتشر» وتوزيع «تهامة» السعودية، قصة لأستريكس وأوبليكس تحت عنوان «مغامرات فهمان وشمشوم» بأسماء مختلفة للشخصيات في العدد 4 و 5 لكنها لم تترجم كاملة، وهي «أستريكس في الألعاب الأولمبية».
تمكنت دار المعارف من الحصول على حقوق نشر سبعة قصص، طبعت الثلاث الأولى في لبنان، بينما طبعت البقية في مصر. يذكر الغلاف الخلفي في السلسلة عددا لم ينشر بالعربية، وهو «أستريكس والعراف» (على الأرجح 19، «الروحاني»). تم القيام ببعض التحويرات على القصة من قبيل تسمية الخنازير البرية بالعجول، والإستغناء عن الجمل اللاتينية والقسم بالآلهة. في المقابل حظي الإخراج بعناية، حيث تم تنويع نمط كتابة الخط حسب لغة المتكلم.
- 11: «أستريكس وترس أرفيرن»: ترجم بعنوان «أستريكس والترس الـمختفي»
- 13:«أستريكس والقدر»: ترجم تحت عنوان «أستريكس والقدر المعدنية»
- 20:«أستريكس في كورسيكا»: ترجم تحت عنوان «أستريكس في جزيرة كورسيكا»
- 1:«أستريكس الغاليسي»: ترجم تحت عنوان «أستريكس بطل الأبطال»
- 2: «أستريكس والمنجل الذهبي»
- 6:«أستريكس وكليوباترا»
- 18:«أستريكس واكليل غار القيصر» تحت عنوان «أستريكس واكليل الغار»

أثارت التغييرات التي قام بها الناشرون العرب المختلفون (بالأخص طبعة دار المعارف) حفيظة دار النشر الفرنسية الجديدة «منشورات ألبيرت رونيه – باريس» التي امتلكت حقوق النشر للألبومات الجديدة قبل 2011، فقررت ترجمة الألبومات إلى اللغة العربية بنفسها، لكنها لم تقم سوى بترجمة عدد واحد لم يلق النجاح الذي انتظره الناشر: 28: «أستريكس في ديار (رهزاد)»: ترجم في آذار/مارس 2007 وتم توزيعه في المغرب العربي ولبنان.
صدرت بعض الأفلام الكرتوية المقتبسة عن قصص أستريكس تم دبلجة بعضها بأصوات عربية فصحى:
- «أستريكس وأهل بريطانيا» المقتبس عن الألبوم 8 من نفس الاسم دبلج في لبنان تحت عنوان «أستريكس والأبطال»
- «عملية المنهير» المقتبس عن الألبوم 19 «الروحاني»، وأجزاء من الألبوم السابع «معركة الزعماء». تم دبلجته في لبنان باستعمال اسمه الإنجليزي، «المعركة الكبيرة» (و الذي هو أيضا اسم الألبوم السابع في الترجمة الإنجليزية).
- «أستريكس وكليوباترا» دبلج في لبنان.
- «أستريكس والفايكنج» المبني على قصة أصلية عام 2006 تم دبلجته للعربية الفصحى.

قائمة غير كاملة.

## الملخص والشخوص
مكان الحدث الرئيسي للسلسلة هي قرية ساحلية ليس لها اسم في أرموريكا، وهي مقاطعة غال (فرنسا الحديثة)، في العام 50 قبل الميلاد. قام يوليوس قيصر بالاستيلاء على جميع بلاد الغال تقريبا للإمبراطورية الرومانية، ولكن قرية أرموريكا الصغيرة صمدت لأن القرويين كانوا يكسبون قوة خارقة مؤقتة عن طريق شرب جرعة مشروب سحري يصنعه ساحر القرية بانوراميكس.
بطل الرواية الرئيسي، وبطل القرية، هو أستريكس، الذي عادة ما يكون المكلف بالشؤون الهامة للقرية، وذلك بسبب دهاءه. يساعده في مغامراته صديقه السمين وغير الذكي أوبليكس الذي يملك قوة خارقة دائمة، وذلك لأنه سقط في إناء المشروب السحري عندما كان طفلا رضيعا. عادة ما يكون أوبليكس مصحوبا بعنيديكس، كلبه الصغير.
يسافر أستريكس وأوبليكس (وأحيانا أفراد آخرون من القرية) عادة إلى أماكن بعيدة في مغامرات مختلفة. الأماكن التي تم زيارتها في السلسلة تضمنت أجزاء من بلاد الغال (لاتيتا، كورسيكا، الخ)، والبلادالمجاورة (بلجيكا ,إسبانيا ,بريطانيا ,وألمانيا، الخ)، وبلاد بعيدة(اميركا الشمالية والشرق الأوسط، والهند، الخ).
وظفت السلسلة عنصري الخيال العلمي والتصور في الكتب الحديثة، على سبيل المثال وظفت الكائنات الفضائية في أستريكس والسماء الساقطة كما وظفت مدينة أطلانطس في أستريكس وأوبليكس جميعا في البحر.

## الفكاهة
الفكاهة التي تم مصادفتها في سلسلة أستريكس عادة فرنسية، وغالبا ما تركز على التورية، الرسوم، والقوالب النمطية الساخرة من الدول الأوروبية المعاصرة، والمناطق الفرنسية. الكثير من الدعابات في كتب أستريكس الأولي كانت دعابات فرنسية على وجه الخصوص، مما أدى إلى تأخر ترجمة الكتب إلى لغات أخرى خوفا من فقدان النكات وروح القصة. بعض الترجمات قامت بالفعل بإضافة فكاهات محلية: في الترجمة الإيطالية، تم جعل الفيلق الروماني يتكلم رومانية القرن ال20. الألبومات الحديثة استخدمت دعابات أكثر عالمية، مكتوبة ومرئية.
وعلى الرغم من (أو ربما بسبب) هذه الصورة النمطية، وعلى الرغم من بعض الشرائط الشوفينية الفرنسية المزعومة، فقد تم تلقيها بشكل جيد من قبل الأوروبيين والثقافات الفرنكوفونية حول العالم.

## ترجمات
الكتب (34) أو الأبومات (واحدة منها هي خلاصة وافية من القصص القصيرة) في هذه السلسلة قد ترجمت إلى أكثر من 100 لغة ولهجة. إلى جانب الألبوم الفرنسي الأصلي، فإن معظم الألبومات متوفرة باللغة [[الاستونية ,الإنكليزية ,التشيكية ,الهولندية ,الألمانية ,الدنماركية ,الأيسلندية ,النرويجية ,السويدية ,الفنلندية ,الأسبانية ,الكاتالونية ,الباسكية ,البرتغالية]]، (والبرتغالية البرازيلية), الإيطالية ,اليونانية الحديثة، الهنغارية، البولندية ,الرومانية ,التركية، السلوفينية، البلغارية ,الصربية والكرواتية. خارج أوروبا الحديثة، تم ترجمة بعض الألبومات إلى لغات مختلفة مثل الاسبرانتو ,الاندونيسية ,الصينية ,الكورية ,اليابانية ,البنغالية ,الأفريقية ,العربية ,الهندية ,العبرية ,الفريزية ,اللاتينية ,الرومانشية، الفيتنامية (فقط في الجنوب خلال مرحلة ما قبل الشيوعية 30 أبريل 1975)، واليونانية القديمة.
في فرنسا، فنلندا، بولندا، وبخاصة في ألمانيا، عدة مجلدات ترجمت إلى العديد من اللغات واللهجات الإقليمية، مثل الألزاسي، بريتون، Chtimi (بيكار) والكورسيكية في فرنسا، سوبين والألمانية الضعيفة في ألمانيا، الكاشوبية [بحاجة لمصدر] وسيليزيا [بحاجة لمصدر] في بولندا وسافو، كاريليا، Rauma واللهجات العامية في فنلندا. أيضا، في البرتغال، طبعة خاصة من المجلد الأول، أستريكس الفرنسي تم ترجمتها إلى اللغة المحلية الميرانديزية.
في هولندا تم ترجمة عدة مجلدات إلى اللغة الفريزية، وهي لغة قريبة من الإنجليزية القديمة التي كان يتحدث بها سكان محافظة فريسلاند. في هولندا أيضا، تم ترجمة مجلدين إلى اللغةالليمبرجيشية، وهي لغة محلية يتحدث بها أهل ليمبورغ الهولندية بالإضافة إلىليمبورغ البلجيكية وشمال الراين وستفاليا في ألمانيا. كتب اللغة الهنغارية صدرت في يوغوسلافيا من أجل الأقلية الهنغارية في صربيا. مع أن اللهجة غير مستقلة بشكل كامل، فإنها تختلف قليلا عن لغة الكتب التي صدرت في هنغاريا. في اليونان، ظهر عدد من المجلدات باللهجةالكريتية اليونانية، القبرصية اليونانية ولهجة البوتونيك اليونانية و اليونانية القديمة.  في سري لانكا، تم تحويل سلسلة الكارتون إلى السريلانكية في سورة بابا.

### الترجمة الإنجليزية
قام بترجمة الكتب إلى اللغة الإنجليزية ديريك هوكريدج وأنثيا بيل.

## الاقتباس من السلسلة
تم الاقتباس من هذه السلسلة وتحويلها إلى برامج مختلفة.

### الأفلام
تم عمل عدة رسوم متحركة اعتمادا على السلسلة.
- اثنين من الرومان في بلاد الغال، 1967، حركة حية، حيث يظهرأستريكس و؟أوبليكس في النقش.
- أستريكس الفرنسي، 1967، رسوم متحركة، استنادا إلى ما جاء في الكتاب أستريكس الفرنسي.
- أستريكس والمنجل الذهبي، 1967، رسوم متحركة، استنادا إلى الكتاب الهزلي أستريكس والمنجل الذهبي، غير مكتملة ولم يتم اصداره أبدا.
- أستريكس وكليوباترا، 1968، رسوم متحركة، استنادا إلى كتاب أستريكس وكليوباترا.
- المهام الاثنا عشر لأستيريكس، 1976، رسوم متحركة، قصة فريدة من نوعها ليس مقتبسة عن كتاب هزلي.
- أستريكس ضد القيصر، 1985، رسوم متحركة، مقتبسة عن كل منأستريكس وعضو الفيلق وأستريكس والمصارع.
- أستريكس في بريطانيا، عام 1986، رسوم متحركة، مقتبسة عن كتاب أستريكس في بريطانيا.
- أستريكس ومكافحة الكبير، عام 1989، الرسوم المتحركة، وعلى أساس كل أستريكس والكبار ومكافحة أستريكس والعراف.
- أستريكس يفتح اميركا عام 1994، رسوم متحركة، مقتبسة عنالكتاب الهزلي أستريكس والعبور العظيم.
- أستريكس وأوبليكس يتحديان القيصر، 1999، حركة حية، تستند أساسا إلى أستريكس الفرنسي، أستريكس والعراف، أستريكس والقوط، أستريكس وعضو الفيلق، وأستريكس المصارع.
- [35]، 2002، حركة حية، مقتبسة عن الكتاب الهزلي أستريكس وكليوباترا.
- أستريكس والفايكنج، 2006، الرسوم المتحركة، مقتبسة عن الكتاب الهزلي أستريكس والنورمان.
- أستريكس وأوبليكس في دورة الألعاب الأولمبية، 2008، حركة حية، مقتبسة عن الكتاب الهزلي أستريكس في الألعاب الأولمبية.

### الألعاب
العديد من كتب الألعاب، ألعاب الطاولة وألعاب الفيديو مقتسة عن سلسلة أستريكس.
على وجه الخصوص، تم إصدار العديد من ألعاب الفيديو من مختلف الناشرين لألعاب الكمبيوتر:
| الاسم                                     | العام | البرنامج | البرنامج | البرنامج   | البرنامج         | البرنامج    | البرنامج | البرنامج   | البرنامج       | البرنامج | البرنامج | البرنامج  | البرنامج | البرنامج | البرنامج  | البرنامج | البرنامج | البرنامج | البرنامج | البرنامج | البرنامج | البرنامج | البرنامج |
| الاسم                                     | العام |          | سي64     | طيف زد اكس | آمستراد سي بي سي | أتاري أس تي | أميجا    | حاسوب شخصي | النظام الرئيسي | آركادي   | ن ي أس   | أس ن ي أس | لعبة بوي | لعبة جير | محرك ميجا | قرص آي   | بي أس    | جي بي سي | بي أس 2  | جي سي    | جي بي ا  | إن دي أس | جهاز وي  |
| أستريكس                                   | 1983  | X        |          |            |                  |             |          |            |                |          |          |           |          |          |           |          |          |          |          |          |          |          |          |
| أوبليكس                                   | 1983  | X        |          |            |                  |             |          |            |                |          |          |           |          |          |           |          |          |          |          |          |          |          |          |
| أستريكس والمرجل السحري                    | 1986  |          | X        | X          | X                |             |          |            |                |          |          |           |          |          |           |          |          |          |          |          |          |          |          |
| أستريكس والسجاد السحري                    | 1987  |          | X        |            | X                | X           | X        | X          |                |          |          |           |          |          |           |          |          |          |          |          |          |          |          |
| أستريكس: عملية Getafix                    | 1989  |          |          |            |                  | X           | X        | X          |                |          |          |           |          |          |           |          |          |          |          |          |          |          |          |
| أستريكس                                   | 1991  |          |          |            |                  |             |          |            | X              |          |          |           |          |          |           |          |          |          |          |          |          |          |          |
| أستريكس في مورغينلاند                     | 1992  |          | X        |            |                  |             |          |            |                |          |          |           |          |          |           |          |          |          |          |          |          |          |          |
| أستريكس                                   | 1992  |          |          |            |                  |             |          |            |                | X        |          |           |          |          |           |          |          |          |          |          |          |          |          |
| أستريكس                                   | 1993  |          |          |            |                  |             |          |            |                |          | X        | X         | X        |          |           |          |          |          |          |          |          |          |          |
| أستريكس والمهمة السرية                    | 1993  |          |          |            |                  |             |          |            | X              |          |          |           |          | X        |           |          |          |          |          |          |          |          |          |
| أستريكس والإنقاذ العظيم                   | 1993  |          |          |            |                  |             |          |            | X              |          |          |           |          | X        | X         |          |          |          |          |          |          |          |          |
| أستريكس وقوة الآلهة                       | 1995  |          |          |            |                  |             |          |            |                |          |          |           |          |          | X         |          |          |          |          |          |          |          |          |
| أستريكس: تحدي القيصر                      | 1995  |          |          |            |                  |             |          | X          |                |          |          |           |          |          |           | X        |          |          |          |          |          |          |          |
| أستريكس وأوبليكس                          | 1995  |          |          |            |                  |             |          | X          |                |          |          | X         | X        |          |           |          |          | X        |          |          |          |          |          |
| أستريكس                                   | 1996  |          |          |            |                  |             |          |            |                |          |          |           |          |          |           |          | X        |          |          |          |          |          |          |
| أستريكس: البحث عن دوغماتيكس               | 2000  |          |          |            |                  |             |          |            |                |          |          |           |          |          |           |          |          | X        |          |          |          |          |          |
| أستريكس وأوبليكس يتحديان القيصر           | 2000  |          |          |            |                  |             |          | X          |                |          |          |           |          |          |           |          | X        |          |          |          |          |          |          |
| أستريكس: الحرب الغالية                    | 2000  |          |          |            |                  |             |          | X          |                |          |          |           |          |          |           |          |          |          |          |          |          |          |          |
| أستريكس: جنون ميجا                        | 2001  |          |          |            |                  |             |          | X          |                |          |          |           |          |          |           |          | X        |          |          |          |          |          |          |
| أستريكس وأوبليكس إكس إكس إل               | 2004  |          |          |            |                  |             |          |            |                |          |          |           |          |          |           |          |          |          | X        | X        | X        |          |          |
| Asterix & Obelix XXL 2: Mission Las Vegum | 2005  |          |          |            |                  |             |          | X          |                |          |          |           |          |          |           |          |          |          | X        |          |          |          |          |
| أستريكس في الألعاب الأولمبية              | 2008  |          |          |            |                  |             |          | X          |                |          |          |           |          |          |           |          |          |          | X        |          |          | X        | X        |
| أستريكس مدرب العقل                        | 2008  |          |          |            |                  |             |          |            |                |          |          |           |          |          |           |          |          |          |          |          |          | X        |          |

### المنتزه
متنزه أستريكس، متنزه أقيم على أساس السلسلة، افتتح بالقرب من باريس في عام 1989. وهو واحد من أكثر المواقع التي تمت زيارتها في فرنسا، مع حوالي 1.6 مليون زائر في السنة.

## التأثير في الثقافة الشعبية
- أول قمر صناعي فرنسي، والذي أطلق عام 1965، تم تسميته أستريكس- 1 تكريما لسلسلة أستريكس. الكويكب 29401 أستريكس تم تسميته أيضا تكريما لشخصية أستريكس. من المفارقة كلمة أستريكس / النجمة نبعت من كلمة يونانية تعنيالنجمة الصغيرة.
- خلال الحملة الانتخابية لباريس لاستضافة الألعاب الأولمبية الصيفية 1992 ظهرت العديد من الملصقات على برج ايفل تحمل صور أستريكس.
- الشركة الفرنسية بيلين قدم سلسلة من «أستريكس» على شكل رقائق البطاطس في أشكال دروع رومانية، قرع، خنازير برية، وعظام.
- أستريكس وأوبليكس ظهرا على غلاف مجلة تايم لطبعة خاصة عن فرنسا. في عدد ما من عام 2009 من المجلة نفسها، تم وصف أستريكس من قبل البعض على أنه يعتبر رمزا لاستقلال فرنسا، وتحدي العولمة.[11]
- سلسلة الرسوم المتحركة من انتاج شركة ديزني مغامرات الدببة جومى تتحدث أيضا عن جماعة مضطهدة في حوزتها جرعة سحرية قادرة على منح القوة الخارقة وخفة الحركة.
- الاتحاد الدولي لكرة القدم عام 2006 في نهائي كأس العالم بين فرنسا وإيطاليا كان يصور معركة بين جحافل الروم والقرويين الفرنسيين في الصحف.
- الإصدار 4.0 من نظام التشغيل أوبن بي إس دي يمثل محاكاة ساخرة لقصة أستريكس.[12]
- كتب الحركة المصورة رقم 579، التي نشرتها دي سي كوميكس في عام 1986، كتبها لوفيسيار ورسوم كيث جيفن تبرز الاحترام لشخصية أستريكس عندما يعود سوبرمان وجيمي اولسن في الزمن إلى الوراء إلى قرية صغيرة من الغال الذين لا يقهرون.
- ليزا سيمبسون مسرورة من مرأى رف عليه كتب تان تان وأستريكس المصورة في متجر الكتب المصورة، وصف ذلك في حلقة عائلة سمبسون "أزواج وسكاكين".
- ظهر أوبليكس كواحد من عدة شخصيات وهمية في المسلسل الكرتوني ساوث بارك (الحديقة الجنوبية) في الحلقة الثالثة من أرض الخيال.[13]
- ذكر أوبليكس في أغنية «ماي بولدر» (صخرتي)لفرقة الكنج بلوز. فكان من كلمات الأغنية: «إذا كنت أنا أوبليكس، فأنت صخرتي».
- في عام 2009 الصفحة الرئيسية لجوجل لعدد كبير من البلدان قامت بعرض شعار إحياء ذكرى مرور 50 عاما على أستريكس في 29 أكتوبر. ، ، ، ،

## وصلات خارجية
- الموقع الرسمي
- أستريكس ويكيا
- أستريكس حول العالم -- اللغات المتعددة
- أستريكس أن زد—الموقع المرجعي العام للمعجبين الناطقين باللغة الإنجليزية
- بورخاس Jacta مؤسسة (أستريكس للكبار) كل كتاب من سلسلة أستريكس مدروس بالتفصيل
- التلميحات الثقافية في أستريكس - تلميحات ثقافية
- ملاحظات أستريكس—ألبوم يقوم بتفسير جميع المراجع التاريخية والغامضة في النكات.